# 1967 na Alemanha
Esta é uma cronologia dos fatos acontecimentos de ano 1967 na Alemanha.

## Eventos
- 31 de janeiro: A Alemanha Ocidental estabelece as relações diplomáticas com a Romênia.[1]
- 2 de junho: O estudante Benno Ohnesorg é baleado por um policial durante uma manifestação de um grupo dos estudantes contra a visita do Xá Reza Pahlavi à Alemanha Ocidental.[1]